# Paul Sugarbaker
Paul Hendrick Sugarbaker (28 de noviembre de 1941 (83 años), Baltimore) es un cirujano estadounidense del Washington Cancer Institute, conocido para el desarrollo de la cirugía oncológica, especialmente abdominal.

## Biografía
Sugarbaker asistió a la Escuela media en Jefferson City (Missouri) (hasta 1959) y estudió en el Wheaton College en Illinois, donde obtuvo su licenciatura (B.Sc.) en 1963. En 1967 entra en el Medical College de la Universidad de Cornell y se doctora en Medicina (M. D.) continuó su Formación como médico y Cirujano, se graduó en el Hospital Peter Bent Brigham de Boston (Internship 1967/68, Residency 1968 hasta 1973, Jefe de residentes, en 1973 1973 a 1976, investigó en el Hospital General de Massachusetts. Luego de diez Años de cirugía, Jefe del Instituto Nacional del Cáncer de los Institutos nacionales de Salud en Bethesda (Maryland) (la última, como Jefe del cáncer de Colon, Cirugía), de 1986 a 1989, Director de la Oncología quirúrgica en la Emory University Medical School y a partir de 1989, Director Médico del Washington Cancer Institute, el MedStar Washington Hospital Center. A partir de 1993 fue nombrado Director de la Oncología quirúrgica.
En 1983, recibió una maestría en inmunología de la Universidad de Harvard.
Desarrolló, ya designada técnica quirúrgica para el Tratamiento de Tumores, el Peritoneo y cavidad Abdominal (Intraperitonealraum) infestadas, y normalmente un mal Pronóstico. Se incluyen, Pseudomyxoma peritonei, peritoneales , el Mesotelioma y Metástasis de los Tumores del Tracto digestivo, como el cáncer de Estómago y cáncer de Ovario. En el caso de los desarrollados por él HIPEC (hyperthermic la quimioterapia intraperitoneal) junto con zytoreduktiver Cirugía en un complejo sistema de Operación inicialmente el Tumor con Metástasis más completa posible extirpar quirúrgicamente y, a continuación, en la conferencia de la Quimioterapia en el Abdomen con Citostáticos durchspült, su Eficacia mediante el Calentamiento del Líquido aumenta.
Es Fellow de la Royal College of Surgeons of England y del Royal College of Physicians and Surgeons of Glasgow y miembro Fundador de la International Society of Regional de la Terapia del Cáncer. Sugarbaker recibió el Premio por Servicios Distinguidos de la American Society of Abdominal Surgeons.
Es Coeditor de la revista European Journal of Surgical Oncology.

## Frases
La cirugía es una artesanía con una base de biociencias